# Erasmus Student Network
Erasmus Student Network (ESN) — загальноєвропейська студентська організація. ЇЇ мета це підтримка і розвиток студентських обмінів. Складається з близько 13 500 членів та 500 місцевих секцій у 37 країнах. Веде діяльність у вищих навчальних закладах, зокрема в університетах, політехнічних інститутах та коледжах. Організація ESN представлена на місцевому, національному та міжнародному рівнях. Мережа пропонує свої послуги близько 160 000 міжнародним студентам.

Erasmus Student Network полегшує соціальну та особисту адаптацію студентів, які приїхали з-за кордону. Місцеві секції пропонують допомогу і цінну інформацію для іноземних студентів.

## Історія організації
У 1987 Європейські спільноти затвердили план щодо створення загальної системи мобільності для вищої освіти. Частиною цього плану була програма обміну студентів Еразмус, яка надає можливість провести частину свого навчання за кордоном.
У 1989 офіс Еразмус запросив 32 студентів, які брали участь у програмі, на оцінювальну зустріч у місті Гент, Бельгія. Вона стала початком Erasmus Student Network. 
Секції ESN було засновано у численних європейських університетах. За фінансової підтримки Європейських Спільнот у жовтні 1990 було проведено зустріч (Копенгаген, Данія), на якій було офіційно засновано ESN International. Участь взяло 49 учасників з майже всіх країн-членів, які були частиною програми Еразмус. ESN International став легальною асоціацією. Президентом ESN став Desiree Majoor з міста Утрехт, Нідерланди.
Ближче до 1994 року організація складалась з 60 секцій у 14 країнах і активно розвивалась. Через 10 років, у 2004, мережа налічувала 170 секцій, до складу входили і неєвропейські секції. 
У 2005 штаб-квартиру ESN було розміщено у Брюсселі і організацію було зареєстровано як бельгійську неприбуткову організацію.
У 2015 році секція, яка діє на Ченстоховському політехнічному інституті у Польщі, стала 500 секцією ESN. На цей момент це була найбільша студентська організація в Європі з більш ніж 13 500 волонтерами.

## Структура
Erasmus Student Network діє на трьох рівнях — місцевому, національному та міжнародному. На сьогодні ESN активний тільки у кордонах, встановлених Радою Європи.

### Місцевий рівень
На місцевому рівні ESN складається з "секцій", які на пряму працюють з міжнародними студентами. Вони організовують різні події. Наприклад адаптаційну, культурну програму, представляють закордонних студентів та їхні потреби академічним інституціям і місцевій владі. Разом представництва секцій формують Щорічні загальні збори, найвищий орган ESN. 

### Національний рівень
Національний рівень представляє потреби міжнародних студентів державній владі. Місцеві секції однієї країни разом формують Національну платформу, яка може обирати Національну раду і Національне представництво платформи на міжнародному рівні.

### Міжнародний рівень
Міжнародний комітет це виконавчий орган ESN International і складається з п'яти членів (президента, віце-президента, канцлера, менеджера з питань комунікації і адміністратора вебпроектів). З 2005 року члени міжнародного комітету є волонтерами з повною зайнятістю, які живуть і працюють у Брюсселі. Міжнародний комітет підтримується секретаріатом, який складається з найнятих працівників. Кожна країна обирає національне представництво і всіх національних представників з Ради національних представників. Протягом року вони представляють інтереси організації і є другим після Загальних зборів найвищим органом ESN. Мережа має 5 міжнародних комітетів, які працюють разом з міжнародним комітетом. Комітетами ESN є міжнародний комітет освіти (ICE), комітет подій і мережі (NEC), комітет фінансів (FiCo), комітет комунікації (ComCom) і комітет IT.

### Великі проекти
В той час як секції можуть реалізувати власну діяльність на місцевому рівні, ESN проводить кілька міжнародних проектів, які реалізуються у цілій організації. Метою проекту Social Erasmus (Соціальний Еразмус) є інтеграція міжнародних студентів у місцевій спільноті. Проект ExchangeAbility (Здатність до обміну) має на меті покращення ситуації для студентів з особливими потребами і підтримує цих студентів під час обміну. PRIME та ESNSurvey це головні дослідницькі проекти, які дозволяють ESN постійно відслідковувати питання, які турбують студентів. Erasmus Student Network проводить кампанію Відповідальних Вечірок, ціль якої полягає у заохочуванні студентів до відповідального споживання алкоголю.